# Glichiḱ
Glichiḱ (en macédonien Глишиќ) est un village du sud de la Macédoine du Nord, situé dans la municipalité de Kavadartsi. Le village comptait 1562 habitants en 2002.

## Démographie
Lors du recensement de 2002, le village comptait :
- Macédoniens : 1 556
- Serbes : 3
- Autres : 3